# Dominic Gagnon
Dominic Gagnon est un réalisateur et artiste québécois né en 1974 à Rimouski.

## Biographie
Cinéaste dont la pratique se situe « à la lisière du documentaire et de l'expérimental », Dominic Gagnon « compose des portraits d'époque en fouillant dans les vidéos amateurs en ligne ».
Il s'est fait connaître avec une trilogie (RIP in Pieces America, Pieces and Love All to Hell, Big Kiss Goodnight) réalisée entre 2009 et 2012.
Of the North (2015) a suscité une vive polémique, ; Dominic Gagnon déclare à ce sujet : « On m'a accusé de décontextualiser les choses. C'est pourtant le contraire : j'ai trouvé des images d'Inuits sur des sites de blagues, sur des sites pornos, sur des sites d'activistes, éparpillées un peu partout sur le net et c'est en regroupant toutes ces images que je leur ai redonné un véritable contexte ».

## Filmographie partielle
- 1996 : Parapluie Bomb City
- 1997 : Beluga Crash Blues
- 2000 : Du moteur à explosion
- 2004 : The Making of a Cobra
- 2009 : RIP in Pieces America[6]
- 2010 : Data
- 2011 : Pieces and Love All to Hell
- 2012 : Big Kiss Goodnight
- 2013 : Hoax_Canular
- 2015 : Of the North
- 2018 : Going South
- 2020 : Big in China, Georges and the Vision Machine